# Francesco Janssens

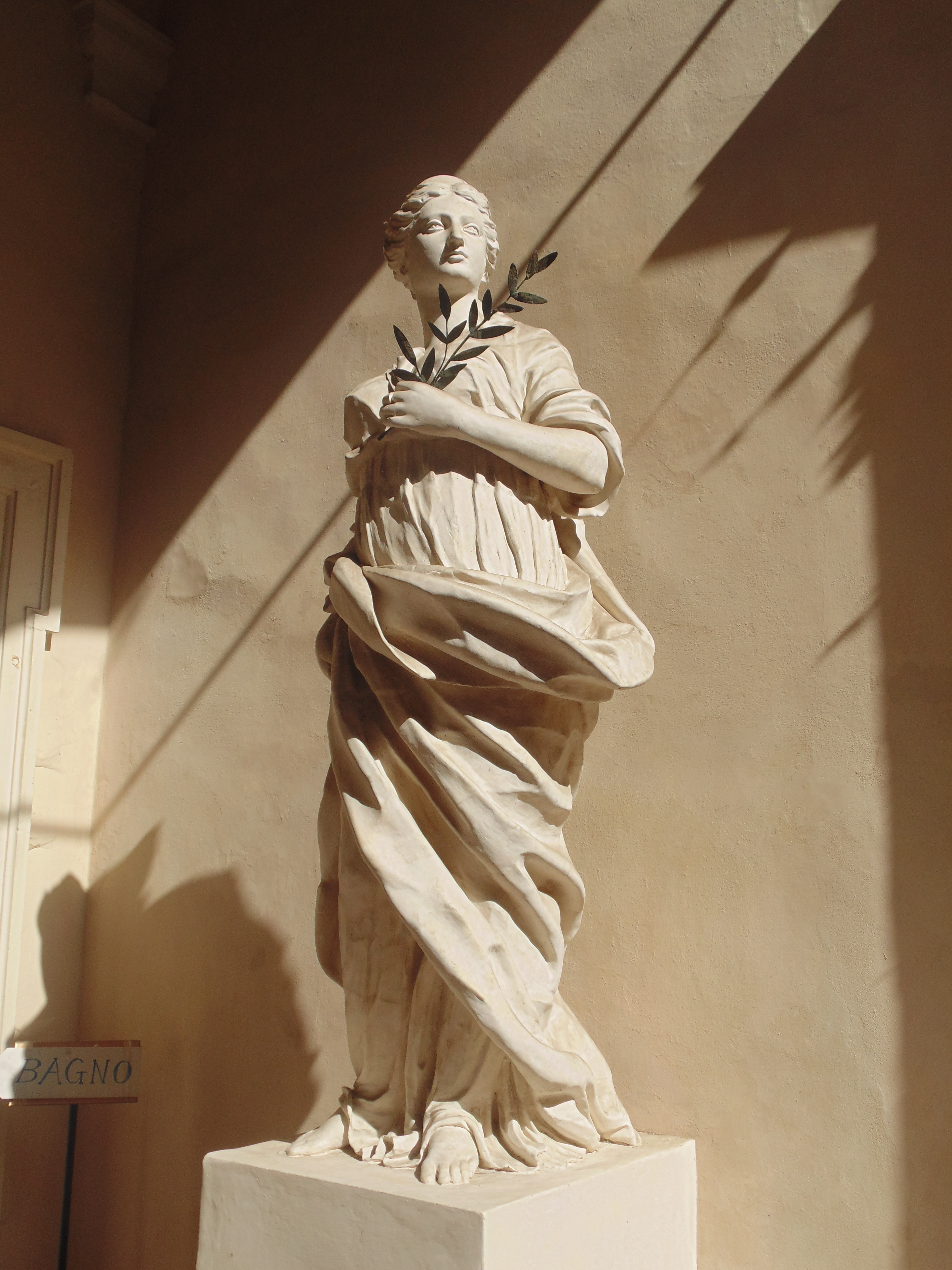
Figura femminile con ramo d'ulivo (La Pace), 1735 ca., loggia al piano terreno di palazzo Tozzoni, Imola

Frans Janssens, italianizzato come Francesco e spesso indicato anche con la grafia Jansens (Anversa, ... – XVIII secolo), è stato uno scultore fiammingo attivo soprattutto in Italia tra il 1729 e il 1755 circa.

## Biografia
Si tratta di una figura studiata solo parzialmente e in maniera disgiunta, relativamente soprattutto ai soggiorni a Imola e a Firenze. 
È ricordato per la prima volta a Bologna nel 1729, anno in cui ricevette col rilievo in terracotta della Morte di Didone il premio per la seconda classe di scultura al concorso Marsili presso l'Accademia Clementina, in cui aveva frequentato le lezioni di nudo.
Nella città emiliana dovette faticare a inserirsi nel giro delle commissioni scultoree, in un ambiente dominato dalla bottega di Angelo Piò. Si trasferì quindi a Imola, dove eseguì cinque statue per la chiesa di San Domenico, databili al 1730. L'anno seguente firmò e datò le statue in terracotta policroma con San Giovanni e la Madonna dolenti oggi nello studio parrocchiale della chiesa dell'Esaltazione della Croce nella località Croce in Campo. Inoltre eseguì una serie di statue in terracotta dipinta di bianco come lo stucco per lo scalone di palazzo Tozzoni nel 1735. Altre opere citate dal Villa sono perdute o irrintracciabili.
Trasferitosi poi verso il 1738 a Firenze, vi partecipò ad almeno due imprese decorative di rilievo: la decorazione plastica dell'Arco lorenese al tempo di Pietro Leopoldo e la realizzazione di alcuni monumenti funebri. Nella prima impresa era stato chiamato a realizzare i rilievi laterali del fronte esterno (Ingresso di Francesco Stefano a Firenze e la Toscana che offre obbedienza al granduca, 1740), valendogli poi la commissione anche del rilievo laterale La disfatta dei Turchi a Cornia (1744, forse il migliore di tutto il gruppo di decorazioni) e del fronte interno, per cui scolpì il rilievo con L'incoronazione di Francesco Stefano a imperatore (1752) e le tre statue di Virtus, Honos e Providentia (1755), dopo di che lasciò la città senza portare a termine le altre che gli erano state richieste.
Tra i monumenti funebri realizzò quelli nella chiesa di San Giorgio a Siena per la famiglia Zondadari (1745 e 1748), nella cappella Martelli in San Gaetano (1750).
Da non confondere con il più giovane scultore di Bruxelles François-Joseph Janssens (1744-1816) e che fu a Firenze verso il 1766, realizzando ad esempio il monumento funebre a Francesco di Turingia-Valvassina in Santa Felicita.